# Charles de Tricornot de Rose
Jean-Baptiste Marie Charles de Tricornot de Rose (Parigi, 14 ottobre 1876 – Villemontoire, 11 maggio 1916) è stato un militare e aviatore francese, considerato il padre dell'aviazione da caccia durante la prima guerra mondiale.

## Biografia
Nacque a Parigi il 14 ottobre 1876, figlio di Jean Baptiste Emmanuel de Tricornot de Rose (autorizzato nel 1875 ad aggiungere de Rose al suo nome), tenente colonnello della cavalleria, e di Jeanne Marie Jacobé de Naurois. Nel 1895 entrò nella École spéciale militaire de Saint-Cyr (Promozione de Tananarive) uscendone il 1 ottobre 1897 assegnato alla cavalleria con il grado di sottotenente in forza al 5º Reggimento dragoni. Promosso tenente il 1 ottobre 1899.
Trasferito al 9º Reggimento dragoni, di guarnigione a Lunéville, marzo 1906, sposò la signorina Madeleine Tavernier a Fontainebleau il 10 novembre. Cattolico fervente, fece valere le sue convinzioni per non partecipare alla Disputa degli inventari (applicazione della Legge di separazione tra Stato e Chiesa). Il suo rifiuto all'obbedienza lo portò davanti al tribunale militare che il 20 aprile 1906 lo condannò a tre anni di inattività. Approfittò di questa difficile situazione per studiare meccanica e i motori a combustione interna, trovando lavoro anche presso la casa automobilistica Brillié. Il suo periodo di inattività terminò il 25 marzo 1909, quando fu reintegrato nell'esercito francese. Assegnato al 19º Reggimento dragoni di Carcassonne, alla fine di quell'anno si offrì volontario per l'addestramento dei piloti mentre il generale Pierre Auguste Roques stava creando il Service Aeronautique dell'esercito. Il 27 dicembre 1910 conseguì il brevetto di pilota civile presso la scuola Blériot di Pau (n.330 dell'Aéro Club de France), e successivamente si fece un nome come aviatore partecipando a diverse gare.  Assegnato allo stabilimento militare di Vincennes il 1 maggio 1911, divenne titolare del primo brevetto di pilota militare il 7 luglio di quell'anno, acquisì rapidamente esperienza, superò i record di altitudine nel 1911 (3.899 m) su Blériot XI e si impegnò nella modernizzazione degli aerei e nella teorizzazione del loro utilizzo.
Inserito in posizione fuori quadro dell'aviazione militare, il 21 agosto studiò gli aggiustamenti del fuoco di artiglieria nel campo di Châlons, nell'agosto di quell'anno. Prese parte alle grandi manovre di cavalleria nel settembre successivo. Confermò l'interesse per l'aereo per l'osservazione e la ricognizione a beneficio dell'artiglieria, ma soprattutto raccomandò subito di armarlo per il combattimento. Fu promosso capitano nel 1912, anno in cui l'aeronautica ricevette lo status di arma.
Allo scoppio della Grande Guerra fu uno dei primi a considerare le potenzialità degli aerei per la caccia e non solo per l'osservazione e la difesa. Capo squadrone, divenne comandante dell'aeronautica della Ve Armée a Jonchery-sur-Vesle, a pochi chilometri da Reims. Al comando di tale armata vi era il generale Louis Franchet d'Espèrey, uno dei rari comandanti francesi che credettero nell'utilizzo dell'aviazione. Immaginò un nuovo utilizzo per i suoi aerei al fine di ottenere la supremazia aerea sul campo di battaglia per impedire al nemico di osservare i movimenti delle truppe rendendolo così cieco. Il 1º marzo 1915 costituì il primo squadrone di caccia specializzato, la Escadrille M.S. 12, che volava sui Morane-Saulnier Type L, e perfezionò le tecniche per la caccia. I piloti della escadrille dovevano cercare lo scontro con i velivoli nemici ed abbatterli con i fucili. Un primo aereo tedesco fu abbattuto un mese dopo da Jean Navarre (pilota) e Robert (osservatore e tiratore), il 1 aprile 1915. Bel presto la mitragliatrice sostituì i fucili con le escadrille da caccia che si moltiplicarono sotto la sua guida, ed in pochi mesi nessuno ne mise più in dubbio l'utilità. 
All'inizio del 1916 I tedeschi lanciarono la loro offensiva su Verdun per dissanguare l'esercito francese, mentre le loro squadriglia da caccia assunsero il controllo del cielo sopra il campo di battaglia. I comandi francesi poterono più contare sulla ricognizione al fine di osservare le manovre dell'avversario. Il generalissimo Joseph Joffre lo inviò, insieme ai migliori reparti cacciatori, presso Philippe Pétain, comandante della città il quale il 28 febbraio: Rose libera il cielo per me! Sono cieco!. Quindici giorni dopo la situazione era cambiata grazie al coraggio e all'abnegazione dei piloti francesi e ai nuovi metodi da lui adottati. Non più voli in solitaria alla ricerca di imprese individuali, ma voli di gruppo. Grazie alla sua squadra riuscì ad eliminare l'aviazione tedesca dai cieli di Verdun e a stabilire definitivamente lo spirito della caccia.
Alcune settimane dopo, interrotto lo sforzo tedesco, i reparti da caccia lasciarono il settore ed egli ritornò al quartier generale della Ve Armée.
L'11 maggio 1916, durante un giro d'ispezione sul campo di Villemontoire vicino a Soissons, decollò nel suo Nieuport per dare una dimostrazione di volo al generale Grosetti. Aviatore della vecchia scuola, arrivato a 50 metri, si prepara a virare sull'ala. Spense il motore per girare, gli spettatori presenti si aspettavano di sentire il motore ripartire, ma questo si rifiutò. L'aereo, lasciato a se stesso, si schiantò immediatamente e il comandante de Rose morì sul colpo.

### Annotazioni
1. ↑  Per sei generazioni i Tricornot erano stati ufficiali di cavalleria.

### Fonti
1. 1 2 3 4 5 6 7 8 9 10 11 12 13 14  Albin Denis.
2. 1 2 3 4 5 6 7 8 9 10 11 12 13 14 15  Cheminsdememoire.